# Termas romanas de Las Bóvedas
El yacimiento denominado termas romanas de Las Bóvedas se ubica en el margen derecho de la desembocadura del río Guadalmina, junto a la localidad de San Pedro Alcántara, España. Desde antiguo se conoce la existencia del principal elemento que le da nombre y se corresponde con unas termas romanas, aunque formando parte de la zona arqueológica se encuentran una serie de piletas destinadas a la salazón de pescados y salsas derivadas, así como una torre vigía ya de cronología posterior. La importancia y tipología de los restos hallados son probablemente indicadores de la presencia en esta zona de la ciudad romana de Cilniana, una mansio del Itinerario de Antonino.

## Descripción
Estas termas se realizan esencialmente mediante opus caementicum y refuerzos de ladrillo, que se revestirían posteriormente con placas de mármol, por lo menos en algunos sectores. Se define por la variedad de fábricas de construcción utilizadas, puesto que a las ya citadas hay que añadir la combinación del latericium con el opus incertum, contando también con la presencia de otros aparejos como el opus signinum. Por otro lado, hay que resaltar su estado de conservación, porque aún hoy en día mantiene parte de su cubierta abovedada, así como las dos plantas en altura, más las infraestructuras correspondientes al sistema de calefacción.
El edificio principal se articula en torno a una sala central de planta octogonal, a la cual se abren diversas estancias, también octogonales. En la parte oriental se observan los sistemas de suspensurae y restos del pavimento original con mosaicos de grandes teselas. Esta área se vincula a un praefurnium que alimentaría directamente al caldarium, pero las intervenciones arqueológicas han podido documentar la presencia de varios praefurnium en estos baños. Por el contrario, las dos salas situadas más al norte no presentan restos de los elementos anteriores y debieron corresponder a salas del recorrido frío, estando dedicada una de ellas, la más occidental, a piscina de agua fría.
El nivel de habitación de la sala central presenta un suelo de opus signinum, que se extiende hacia cuatro hornacinas anexas, mientras que en otras partes se reconoce una serie de placas de caliza oolítica, colocadas verticalmente sobre el opus signinum, que elevan ese lugar con respecto al resto del suelo de la sala central, que reproducirían así, en planta, el octógono de forma exacta. Estas calizas se consideran procedentes de las canteras antequeranas del Torcal. En el centro de esta sala central se localiza una piscina de planta octogonal, tratándose esta de una de las partes del edificio más enmascaradas por las transformaciones sufridas a lo largo del tiempo, como consecuencia de los diferentes usos que ha tenido dicha edificación.
La envergadura del edificio termal, que tradicionalmente supera la entidad de una villa, así como la cercanía de los otros elementos ya expuestos y la presencia de yacimientos cercanos como la Basílica paleocristiana de Vega del Mar formarían posiblemente parte de un mismo sitio, como una ciudad romana, quizás Cilniana del Itinerario de Antonino. También avala esta hipótesis la presencia significativa de material arqueológico mueble, como cerámica romana, fundamentalmente terra sigillata, y material numismático abundante y significativo.
A los restos citados de época romana, hay que añadir la presencia de una torre almenara marina, construida entre 1571 y 1575, según los estudios realizados. Se conoce como Torre de las Bóvedas, denominándose así por el edificio abovedado de las termas. 